# 北極圏ワールドアーカイブ
北極圏ワールドアーカイブ(Arctic World Archive, AWA)は、データ保全施設である。ノルウェーのスヴァールバル諸島のスピッツベルゲン島に位置し、スヴァールバル世界種子貯蔵庫からほど近い。
数か国の歴史的、文化的に意義のあるデータと、アメリカの多国籍企業GitHubに保存されたオープンソースのソースコードが地下深くの鉄製の貯蔵庫に格納され、データ記憶媒体は500年から1000年もつと想定されている。

## 概要
スヴァールバル諸島はノルウェー本土の北、北極点から約970kmに位置しており、第一次世界大戦後に締結された条約により、42か国が非軍事化を宣言している。このため軍事目的での使用ができず、同社はこの場所を「世界で最も地政学的に安全な場所の1つ」としている。